# 弗雷德里克·塞佩达
弗雷德里克·塞佩达（西班牙語：Frederich Cepeda，1980年4月8日—），古巴棒球运动员。他曾代表古巴国家队参加2004年和2008年夏季奥林匹克运动会棒球比赛，获得一枚金牌和一枚银牌。